# Caso Encuentro
O caso Encuentro, também conhecido na mídia como caso El Gran Padrino, é uma investigação sobre casos de corrupção no Equador. A investigação é realizada pela Fiscalía General del Estado contra diversos servidores públicos dentro de empresas estatais. A investigação surgiu a partir de uma reportagem jornalística realizada pelo meio de comunicação digital La Posta, que detalhou uma rede de corrupção na qual Danilo Carrera Drouet, cunhado e parte do circulo intimo do Presidente da República Guillermo Lasso, estaria envolvido e Rubén Cherres Faggioni, um empresário que supostamente operava em nome de Carrera. Os crimes investigados são organização criminosa, corrupção passiva e concussão.
O La Posta, em sua reportagem jornalística - que intitulou El Gran Padrino-, denunciou a existência de uma rede de corrupção liderada por Danilo Carrera, na qual recebiam subornos de fornecedores estatais quando os contratos eram concedidos e cobrados de folhas de pagamento. O epicentro dessa corrupção estaria na Empresa Coordinadora de las Empresas Públicas (EMCO EP), e por meio dela seriam afetadas a Flota Petrolera Ecuatoriana (FLOPEC) e a Corporación Eléctrica del Ecuador (CELEC).

## O caso

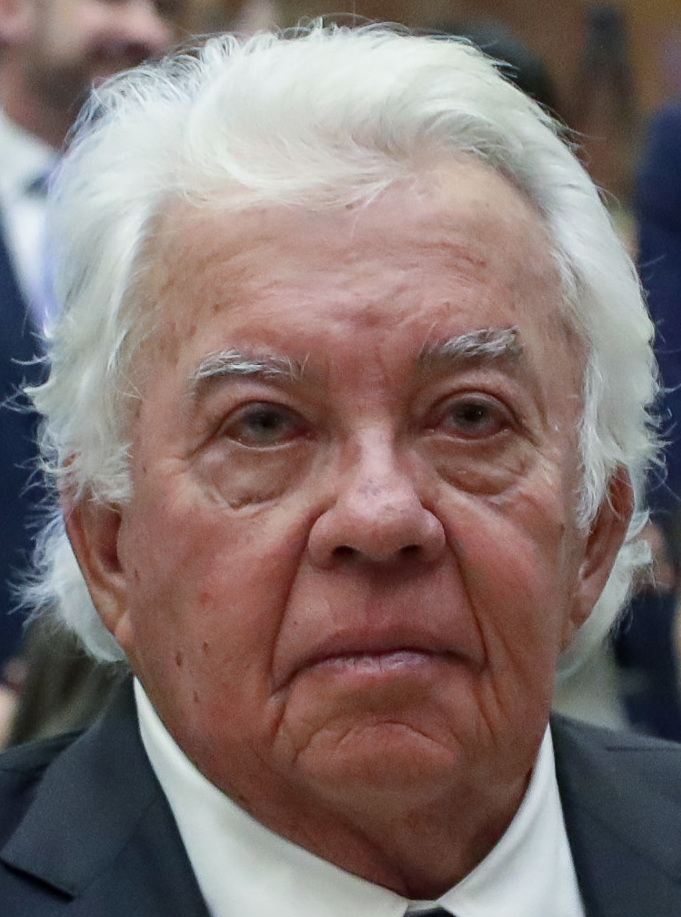
Danilo Carrera Drouet

O meio de comunicação digital La Posta, liderado pelos jornalistas Luis Eduardo Vivanco e Andersson Boscán, publicou em seu espaço Café la Posta -apresentado por Boscán- uma reportagem jornalística em 9 de janeiro de 2023, na qual detalhou um suposto esquema de corrupção dentro de empresas públicas que giraria em torno de Danilo Carrera Drouet, cunhado do presidente Guillermo Lasso.
Carrera Drouet seria o chefe de um esquema criminoso em empresas estatais juntamente com o presidente, no qual através de operadores, eram arrecadadas propinas para contratos com o Estado, cargos nessas empresas eram "vendidos", além de tráfico de influência, dentre outros supostos crimes.
Segundo a reportagem, o trabalho jornalístico começou com Leonardo Cortázar, que vazou informações aos jornalistas - e que havia se envolvido num escândalo anteriormente quando apareceu em uma foto chamada «Los Tetones» junto com o deputado Ronny Aleaga (UNES) e Xavier Roldán (foragido da justiça) - assim, verificou-se que houve incidências nos governos de Rafael Correa, de Lenín Moreno e de Lasso. 
Cortázar entrou no setor elétrico no governo de Rafael Correa. No governo de Lenín Moreno teve certa relevância ao atuar como diretor nacional do Libertad es Pueblo, movimento político de Gary Moreno (irmão do presidente Lenín). Posteriormente, na mudança de governo, Cortázar pactuou com o ministro César Monge para que ele e outros operadores permanecessem dentro da instituição mantendo seus cargos e privilégios e, logo após a morte de Monge, sua viúva intercedeu por eles perante o presidente Lasso para que mantivesse o acordo (segundo declarações de Cortázar). As investigações posicionaram Cortázar como operador de Rubén Cherres Faggioni, amigo de Danilo Carrera.
Cherres Faggioni, também suspeito na investigação, criou sete empresas em 2021 num único dia e esteve ligado a casos de narcotráfico, sendo alvo de uma operação que a polícia denominou Río Grande no final dos anos 1990. Segundo as investigações, Cherres é associado à máfia albanesa.
A reportagem do El Gran Padrino detalha que Guillermo Lasso desde o início de seu mandato considerou ter uma equipe de assessores privados para supervisionar as empresas públicas para que tenham maior rentabilidade usando uma visão de experiência do setor privado e por isso dá a supervisão da gestão de empresas públicas ao empresário Danilo Carrera. No entanto, ele não queria ser apenas um conselheiro -segundo La Posta- pois possibilitou a nomeação de Hernán Luque Lecaro como o novo presidente do Conselho de Administração da Empresa Coordinadora de las Empresas Públicas (EMCO), para poder dirigir as empresas através dele.
Dentro de El Gran Padrino, vários fornecedores de empresas públicas indicaram que durante o período em que em esquema operou, foram solicitados a pagar propinas. Concretamente, os fornecedores da CNEL e da CELEC afirmaram -segundo La Posta- que não só lhes pediam dinheiro para participar e ganhar as licitações, mas também para que os pagamentos fossem efetuados.

## Consequências
Após a publicação da reportagem, governo permaneceu em silêncio por dois dias, até que Guillermo Lasso, em entrevista concedida em 11 de janeiro, refutou a denúncia e defendeu Carrera. Posteriormente, quatro dos principais envolvidos no escândalo fugiram do país; um deles teria inclusive alugado um caminhão blindado, presumivelmente para transportar dinheiro e algumas mercadorias. Diante dessas denúncias, a Fiscalía General del Estado decidiu abrir uma investigação.  Em 20 de janeiro, após onze dias da publicação do La Posta, a promotoria realizou oito incursões simultâneas em Guayaquil e uma em Quito no âmbito das investigações do caso, renomeando-o como "Caso Encuentro".
A Assembleia Nacional, abriu uma investigação através da comissão de justiça, onde foi solicitada a presença dos implicados, entre eles o jornalista investigativo Andersson Boscán. Em 13 de fevereiro, a Comissão da Verdade, Justiça e Combate à Corrupção - o grupo especializado da Assembleia Nacional referente ao caso El Gran Padrino - reuniu-se e escutou os depoimentos de vários supostos envolvidos no escândalo. Durante a audiência, Boscán declarou as primeiras conclusões de sua investigação, com base em um relatório de inteligência da Unidade Antinarcóticos da Polícia Nacional, que foi arquivado em janeiro de 2022. O relatório foi chamado de "León de Troya" sobre as ligações entre o governo com o narcotráfico. A reportagem mostraria áudios e conversas entre pessoas próximas ao governo de Guillermo Lasso, onde Carrera também é citado.